# Клиппа
Клиппа (клипа) (от швед. klippe — резать ножницами) — любая некруглая монета, преимущественно на прямоугольной монетной пластине. Имеет скандинавское происхождение. Чеканилась с IX века.
Данное название применяется к двум типам денежных знаков:
- к монетам чрезвычайных обстоятельств (из-за нехватки специалистов, инструментов или для экономии времени денежный знак вырезался в форме квадрата; возможно одностороннее изображение);
- к памятным и наградным монетам квадратной или прямоугольной формы, чей облик продиктован уже не техническими ограничениями, а сознательным выбором дизайна автором денежного знака.

## Галерея

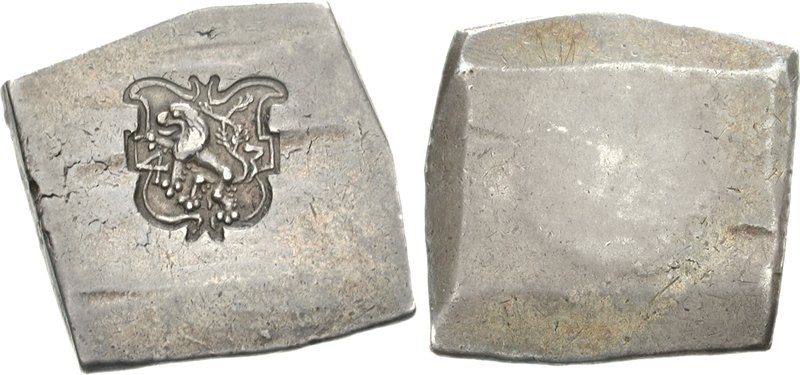
Военная клиппа, Юлих (1543)
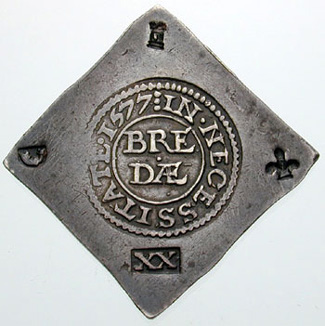
Бреда (1577)
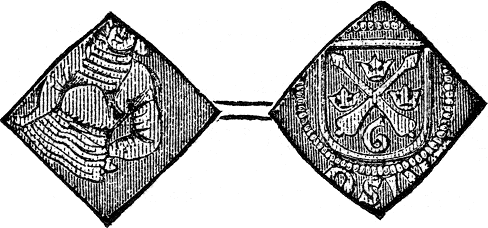
Даларнская клипа XVI век
Медные шведские клиппы (1626)